# Euphorbia gillettii
Euphorbia gillettii är en törelväxtart som beskrevs av Peter René Oscar Bally och Susan Carter. Euphorbia gillettii ingår i släktet törlar, och familjen törelväxter.
Artens utbredningsområde är Somalia.

## Underarter
Arten delas in i följande underarter:
- E. g. gillettii
- E. g. tenuior